# 荒川大橋

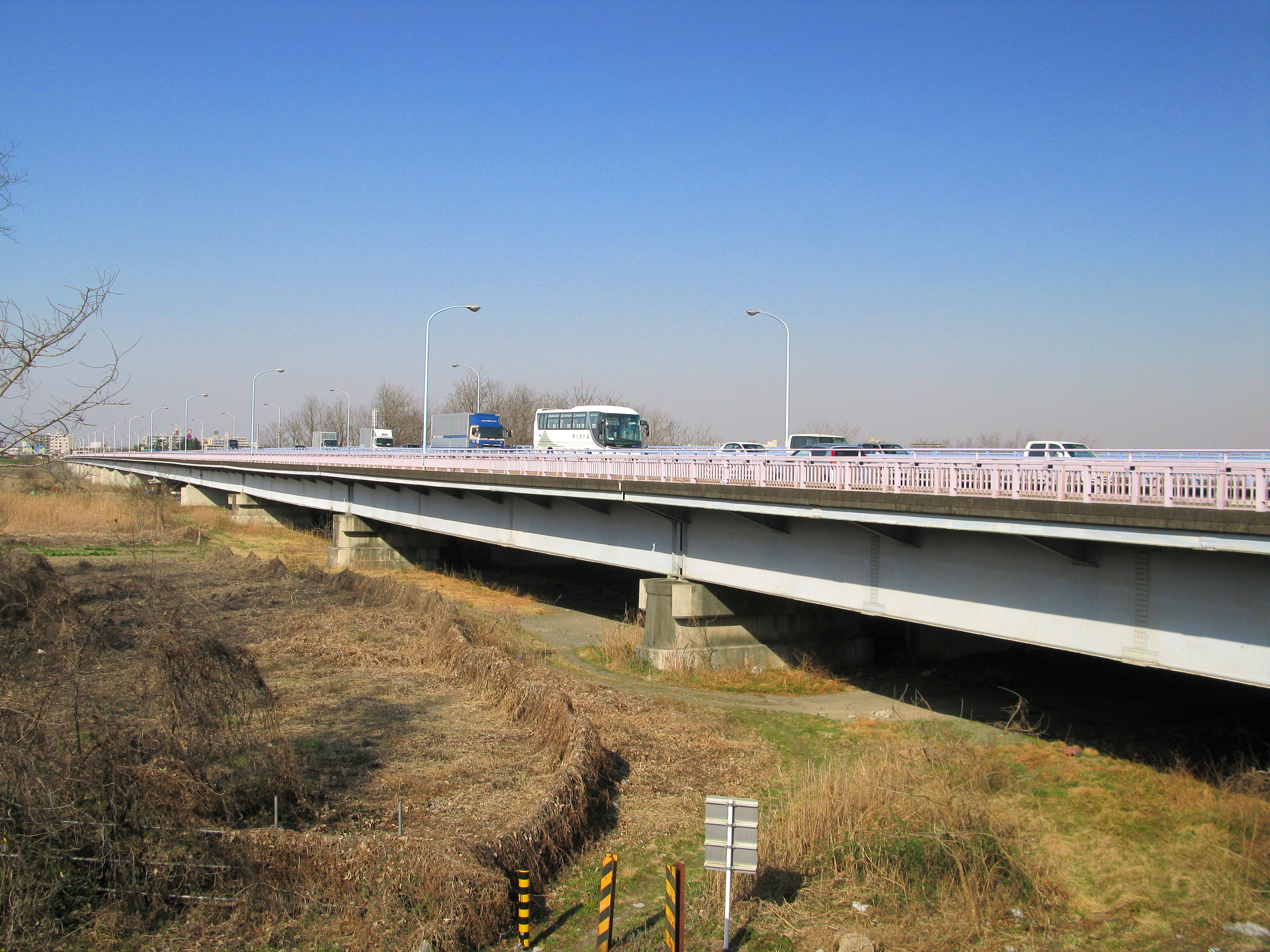
右岸上流側より望む荒川大橋。

荒川大橋（あらかわおおはし）・新荒川大橋（しんあらかわおおはし）は、埼玉県熊谷市河原町1丁目・榎町境界と同市村岡の間に架かり、荒川を渡る国道407号の密接する2本の道路橋。全長846 m。下り線（熊谷市街地方面）が1969年竣工の荒川大橋、上り線（東松山市方面）が1980年竣工の新荒川大橋となっている。

## 歴史

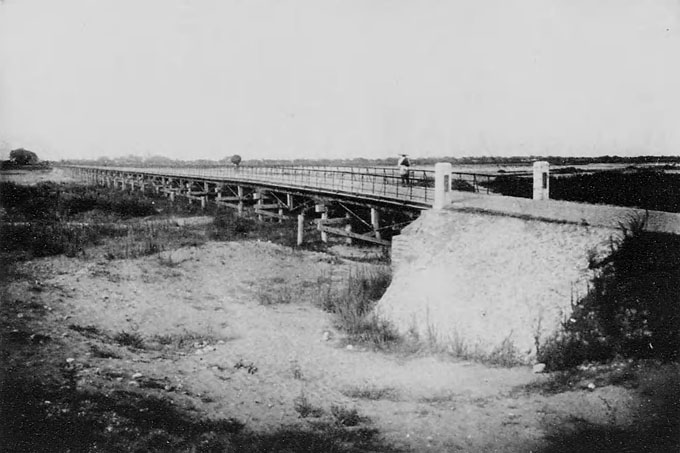
初代荒川大橋（1912年頃）

- 1909年（明治42年） - 橋（木造）が架かる[1]。それまでは村岡の渡しであった。
- 1914年（大正3年） - 洪水が発生し、一部が流出する。
- 1917年（大正6年） - 流出した部分をプラットトラス形式で修復[2]。
- 1921年（大正10年） - 残存していた木造部が流出する。
- 1925年（大正14年） - 1921年に流出した部分をプラットトラス形式で修復[3]。橋脚を除き、1909年当時の橋ではなくなる。
- 1954年（昭和29年） - 荒川が改修され、川幅が広くなったことに伴い、橋をコンクリートで延長。
- 1963年（昭和38年） - 橋を架け替え。
- 1969年（昭和44年） - 川上側に現在の荒川大橋竣工、それまでの荒川大橋と共用する[4][5]。
- 1980年（昭和55年） - 荒川大橋の間に新荒川大橋[5]竣工。それまでの荒川大橋は役目を終え、撤去される。なお、村岡側の新荒川大橋の導入部の脇にあるポケットパーク「荒川大橋トラス広場」にモニュメントとして一部保存されている[6]。

## 周辺
この橋の付近2 km程の区間の河原町側の堤防は、熊谷桜堤と呼ばれ、日本さくら名所100選に選ばれた桜並木が広がり、毎年3月下旬から4月上旬にかけて熊谷さくら祭が開催され、花見客で賑わう。また、この橋の下流寄りでは、毎年8月に熊谷花火大会が開催され、村岡側の河川敷より上がる花火の観覧客で河原町側が賑わう。この橋の歩道も多くの観覧客で埋め尽くされる。
この橋を国際十王交通によるJR上越新幹線・高崎線・秩父鉄道秩父本線熊谷駅と東武東上線東松山駅・森林公園駅・小川町駅を結ぶ路線バスが走っており、河原町・榎町側の橋の導入部に榎町停留所が、村岡側の橋の導入部に大橋南停留所が設置されている。また、熊谷駅から徒歩10分程度である。

## 同じ川に架かる別の荒川大橋・新荒川大橋
- 1927年に55キロ程下流[7]に独立した別の新荒川大橋が国道122号の橋として既に造られていて、その「新荒川大橋」は国道122号の橋の名称として定着しているため、こちらの橋は普段、上下線あわせて荒川大橋と呼ばれている。さらに、国道122号の橋を経由する国際興業バスにおける主要経由地名として「新」を省略した「荒川大橋」が使用されているため、「荒川大橋」は双方の橋を指す場合がある。
- また、荒川大橋竣工の1年後（1970年）に、国道122号の橋のさらに17キロ程下流[7]の位置に別の荒川大橋（首都高速7号小松川線）が斜張橋として新たに造られている[8]。

## その他
- 荒川大橋は埼玉県のぐるっと埼玉サイクルネットワーク構想に基づき策定された「自転車みどころスポットを巡るルート」の「熊谷桜堤周遊ルート」の経路に指定されている[9]。

## 風景

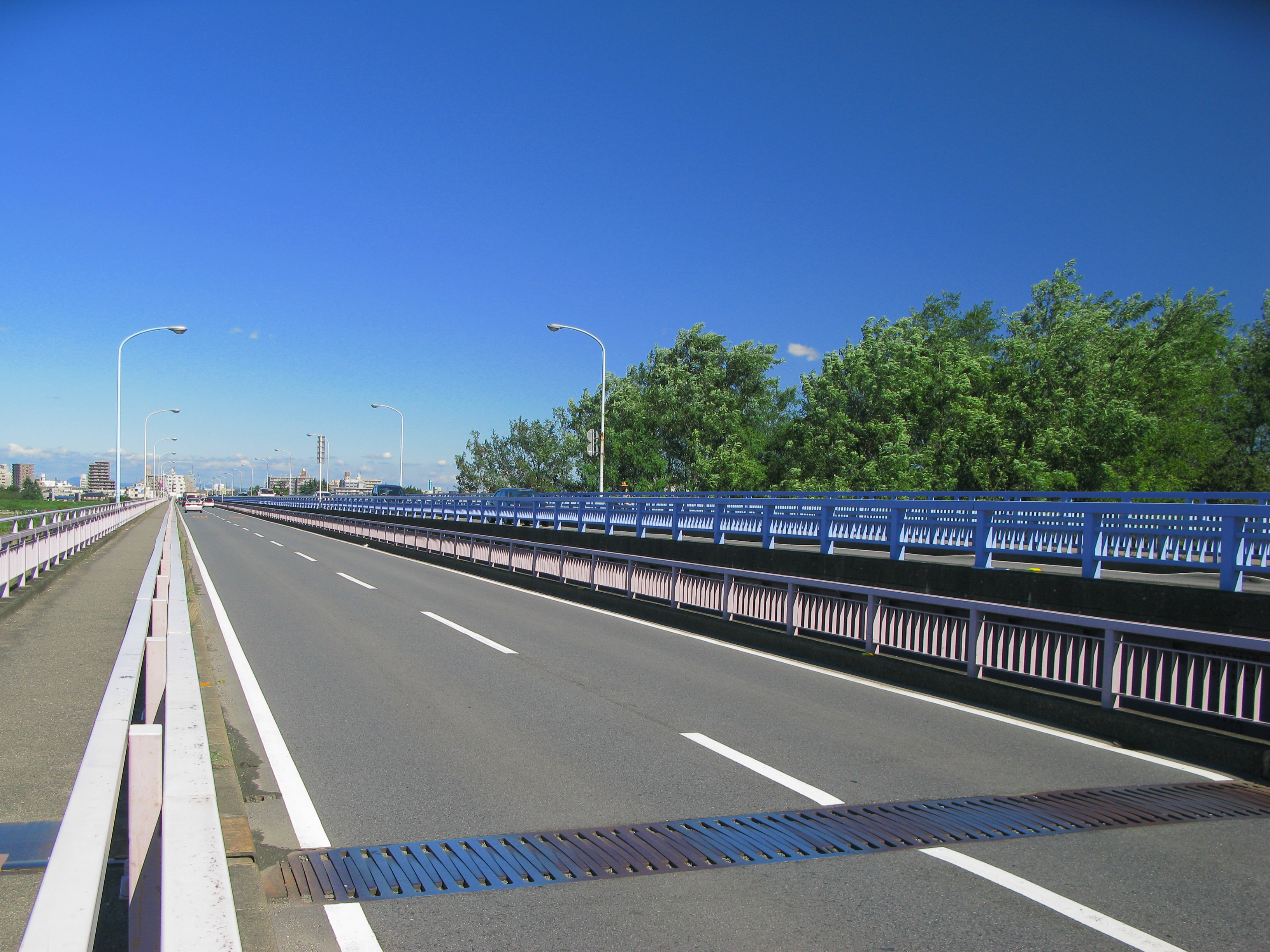
荒川大橋の上より熊谷市街方面を望む。
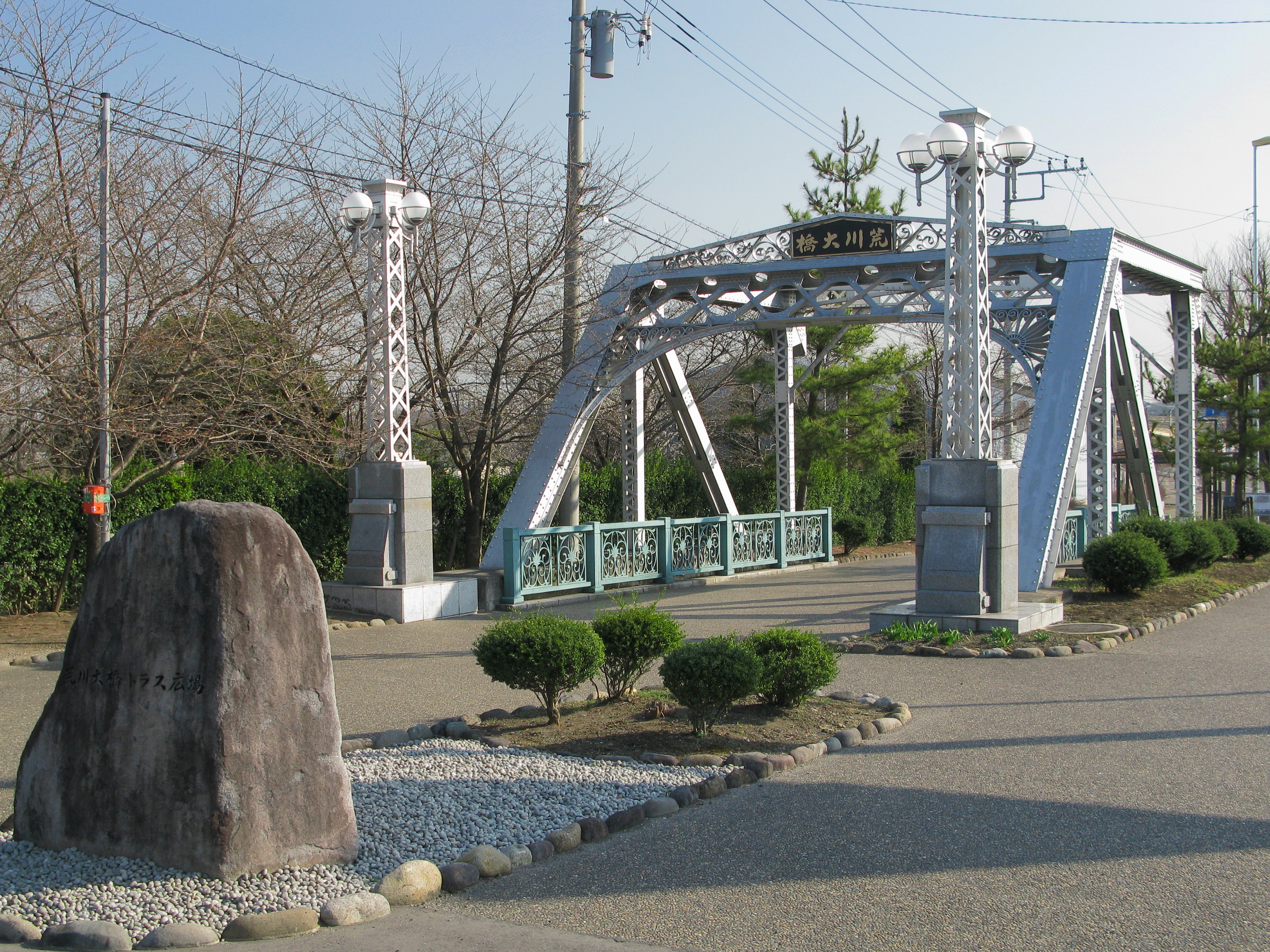
旧荒川大橋のトラス部分（2012年撮影）

## 近隣の橋
- 荒川

（上流） - 押切橋 - 熊谷大橋 - 荒川大橋 - 久下橋 - 大芦橋 - （下流）